# Kälstastenen
Kälstastenen (Upplands runinskrifter 755, U 755) er en runesten, som står placeret ved Kälsta gård i Litslena socken i Uppland, ved vejkanten mellem Härkeberga kyrka og Skolsta. I 1860'erne skrev Richard Dybeck om stenen: "Runstenen står mellan Litslena och Herkeberga kyrka, så nära vägkanten invid Kälstad, att en del af nedre ristningen blifvit förstörd".
Korset på stenen viser at Ågöt var kristen. Navnet Ågöt forekommer ikke i andre materialer (hverken runeindskrifter eller middelalderlige kilder), Lidsman er også sjældent, men det kan dreje sig om samme mand, som nævnes på en runesten (Änderstastenen) i det nærliggende Simtuna. Indskriften er det ældst kendte belæg for stednavnet Kälsta. Ristningens stil minder om runemesteren Eriks stil, så det menes at han er ophavsmand.

## Indskrift
| Translitteration | + lis(m)[a]--... auk + tuki + rastu × stain + (þ)i(n)a + aftir + akaut + bu(k)i + i + k[a](l)-[taþ](u)m |
| Transskription   | Liðsma[ðr](?) ok Tóki reistu stein þenna eptir Ágaut. Bjó í Kel[ss]tôðum.                               |
| Oversættelse     | Lidsman og Toke rejste stenen efter Ågöt. Han boede i Kälsta                                            |